# Dead Account
Dead Account (jap. デッドアカウント) ist eine Manga-Serie von Shizumu Watanabe, die seit 2023 in Japan erscheint. Die Actionserie dreht sich um eine Schule für das Austreiben von Geistern im Internet. Trotz des ähnlichen Titels gibt es keine inhaltliche Verbindung zu Watanabes früherer Serie Real Account.

## Inhalt
Auch Geister haben das Internet bevölkert und halten sich oft an Orten auf, zu denen sie eine besondere Beziehung haben. Der 15-jährige Sōji Enoshiro hat sich als Streamer „Aoringo“ mit Videos einen Namen gemacht, in denen er provoziert und anderen zusammenschlägt. Durch die Bekanntheit kann er viel Geld einnehmen und für seine kranke Schwester sorgen und für deren Operation Geld sammeln. Außerhalb seiner Streams ist er ein unauffälliger Junge und mag seine eigenen Inhalte auch nicht. Eines Tages wird er Kukuru Kasubata angegriffen, der es auf sein Handy abgesehen hat. Schließlich macht er Sōji bewusst, dass seine Schwester bereits einen Monat zuvor gestorben ist und er nur noch mit einem Geist über das Handy gesprochen hat. Schließlich ist es Sōji selbst, der den Geist austreibt und damit erstmals seine besondere Kräfte zeigt. Er wird von Kukuru für die Miden-Gakuen rekrutiert, die Exorzisten für das Internet ausbildet, besonders für Social-Media-Konten von Verstorbenen, die durch Geister ein Eigenleben entwickeln. Sie wollen seine Kräfte nutzen, aber auch unter Kontrolle halten, da er Zeichen eines Oni gezeigt hat. Nachdem Sōji zögert, wird ihm verraten, dass ein Geist seine Schwester ermordet habe. Daraufhin schließt er sich an, um seine Fähigkeiten zu schulen und so eines Tages seine Schwester rächen zu können.

## Veröffentlichung
Die Serie startete im Januar 2023 im Shōnen Magazine. Von dort zog sie zu Oktober 2023 in das Online-Angebot Magazine Pocket um, das ebenfalls vom Verlag Kodansha herausgegeben wird. Dieser brachte die Kapitel auch gesammelt in bisher elf Bänden heraus (Stand Juni 2025). Eine deutsche Übersetzung von Nana Umino wird seit Februar 2025 in bisher drei Bänden von Planet Manga veröffentlicht (Stand Juni 2025). Eine englische Fassung erscheint bei K Manga, eine französische bei Kurokawa.
Im März 2025 wurde eine Umsetzung der Geschichte als Anime angekündigt.